# 剛果牙鯛
剛果牙鯛為輻鰭魚綱鱸形目鱸亞目鯛科的其中一種，分布於東大西洋區，從塞內加爾至安哥拉海域，棲息深度130-400公尺，體長可達50公分，棲息在大陸棚海域，屬肉食性，以魚類、被囊動物、軟體動物等為食，可做為食用魚。